# ІА Автоцентр
ІА Автоцентр — українська видавнича компанія, заснована 24 жовтня 1996 року в Києві. Це материнська компанія, з якої розпочав своє існування холдинг AC Media.

## Історія
- 27 березня 1997 року — ІА Автоцентр починає видавати автомобільний журнал «Автоцентр» — на той час перший і єдиний автомобільний журнал щотижневого формату в СНД.
- Вересень 1997 року — починає виходити газета автомобільних оголошень «Автобазар» як додаток до журналу «Автоцентр». Згодом «Автобазар» стає самостійним виданням.
- 1999 — запущено інтернет-сайт як електронну версію журналу «Автоцентр».
- 2001 — з'являються спеціалізовані додатки — «Звук и тюнинг» та «Автосалони Києва» як складові частини журналу «Автоцентр».
- 2001 — проведено першу Всеукраїнську акцію «Автомобіль року в Україні», яка вже з 2001 року набула статусу щорічного конкурсу.
- 2002 — починає виходити щомісячний журнал «Коммерческие автомобили».
- 2007 — розпочинається випуск каталогів «Автоцентр: Новые автомобили» та «Автоцентр каталог. Популярные автомобили: 1995—2002».
- 2008 — у структурі ІА Автоцентр утворено інтернет-агентство AC Online для розвитку існуючих та запуску нових інтернет-проектів.

## Друковані видання

### Автоцентр
Щотижневий російськомовний автомобільний журнал. З 2020 року виходить українською (станом на січень 2021 р.). Журнал друкує порівняльні автомобільні тести, практичні поради щодо експлуатації та ремонту автомобіля, консультації адвоката та юриста, новини від виробників автомобілів, найголовніші події у світі авто- і мотоспорту, історія автомобілебудування, ціни на нові автомобілі.
Періодичність виходу — щопонеділка. Виходить з 1997 року. Наклад 40-50 тис. (в залежності від сезону).

### «Автобазар»
Щотижнева російськомовна газета оголошень з продажу і купівлі автомобілів та інших транспортних засобів, спеціалізованої техніки та супутніх товарів.
Періодичність виходу — щовівторка. Виходить з 1997 року. Наклад — 35-45 тис.

### «Коммерческие автомобили»
Щомісячний російськомовний спеціалізований журнал присвячений комерційному автотранспорту.
Періодичність виходу — перший тиждень кожного місяця. Виходить з 2002 року.
Щомісячний тираж — 15-20 тис.

### «Автоцентр: Новые автомобили»
Ілюстрований російськомовний каталог інформації про нові моделі автомобілів, які представлені на ринку України. Каталог є практичним посібником для потенційних покупців автомобіля.
Періодичність виходу — кожні 6 місяців (2 рази на рік: весна-літо, осінь-зима). Виходить з 2007 року.
Наклад — 30 тис.

### «Автоцентр каталог. Популярные автомобили: 1995—2002»
Російськомовний каталог автомобілів, що були у вжитку, які представлені на українському ринку. Періодичність виходу — кожні 6 місяців (2 рази на рік: літо-осінь, зима-весна). Виходить з 2007 року. Наклад 20 тис.

### «Звук и тюнинг»
Щомісячний російськомовний додаток до журналу «Автоцентр», присвячений аудіо- та відеосистемам для автомобіля, тюнінгу, автодизайну. Періодичність виходу — щомісяця, виключно як додаток до журналу «Автоцентр». Виходить з 2001 року. Наклад 40-50 тис.

### «Автосалони Києва»
Щомісячний україномовний додаток до журналу «Автоцентр». Періодичність виходу — щомісяця, виключно як додаток до журналу «Автоцентр», вкладається у тираж для м. Києва та області. Виходить з 2001. Наклад 17-21 тис.